# Salem al-Hazmi
Salem al-Hazmi (arabisk: سالم الحازمي) (2. februar 1981 – 11. september 2001) var en af de fem terrorister, der nævnes af FBI som flykaprere af American Airlines Flight 77, som blev styrtet ind i Pentagon i Terrorangrebet den 11. september 2001.
Hans ældre bror, Nawaf al-Hazmi, var en anden flykaprer om bord på samme fly.